# Arachis correntina
Arachis correntina (syn. Arachis villosa Benth. var. correntina Burkart) là một loài cây thảo bản địa Argentina và Paraguay. Loài cây nay được xem là nguồn gene cho nghiên cứ sinh học thực vật cây họ đậu (Arachis hypogaea).